# Bronisław Bogdanowicz

## Bronisław Bogdanowicz
Bronisław Bogdanowicz (ur. w 1868, zm. 1958) – polski rolnik racjonalizator, działacz rolniczy, poseł na Sejm RP w dwudziestoleciu międzywojennym. 

### Pochodzenie i wcześniejsze miejsce zamieszkania
Urodził się we wsi Długobórz koło Zambrowa jako syn Antoniego i Elżbiety z Ciborowskich. Rodzice z synami przeprowadzili się do powiatu łukowskiego, do Woli Bystrzyckiej. Tu około 1884 r. urodziła się im córka. Ojciec zmarł przed 1898 rokiem. Bronisław, mając na miejscu starszego brata, mieszkał z matką na gospodarstwie. Związał się na stałe z Ziemią Łukowską. W 1899 r. w Łukowie zawarł związek małżeński z panną zamieszkałą w Gołaszynie, a urodzoną w Zarzeczu Łukowskim.

### Działalność zawodowa
Był rolnikiem zamieszkałym w Szczygłach Górnych w gminie Łuków, wiceprezesem łukowskiego okręgu Związku Kółek Rolniczych Województwa Lubelskiego i Wołynia. 
W 1929 roku zgłosił do opatentowania nowy sposób uprawy roli. Polega on na wykonaniu odpowiednich bruzdek przed siewem. Patent uzyskał w 1931 r. W 1936 r. w Warszawie opublikował broszurę pt. Wstęgowo-grobelkowy system uprawy roli. Siew i pielęgnacja zbóż oraz okopowizn. 

### Działalność społeczna
Był współorganizatorem i członkiem ochotniczej straży pożarnej w Szczygłach Górnych – w 1923 roku złożył swój podpis pod dokumentem kończącym procedurę legalizacji jednostki, której historia sięga 1908 roku.

### Działalność polityczna
W 1930 r. został posłem na Sejm Rzeczypospolitej Polskiej III kadencji (1930–1935), z listy nr 19, z okręgu wyborczego nr 24 (Łuków). Należał do NChSP-PSChD. W 1933 r. został wykluczony z partii za popieranie BBWR. W 1935 r., obok Wacława Bitnera, był współtwórcą Chrześcijańskiego Stronnictwa Ludowego (na terenie Sejmu – Chrześcijański Klub Ludowy). W 1928 był członkiem Polskiego Centrum Katolickiego Ludowego (prawdopodobnie było to Polskie Stronnictwo Katolicko-Ludowe). W marcu 1935 przemawiał w dyskusji nad ustawą o świadczeniach w naturze na niektóre cele publiczne. 

### Rodzina
Ze związku małżeńskiego z Florentyną z Kożuchowskich miał dzieci: Genowefę Mariannę (ur. 1900, z męża Peryt), Antoniego (ur. 1901, który był żołnierzem Polskich Sił Zbrojnych na Zachodzie), Janinę (1909), Romana Leopolda (1911–1998).